# Antonín z Trippenbachu
Antonín von Trippenbach (26. květen 1738 Kutná Hora – ?) byl český šlechtic a kapitán rakouské armády.

## Kariéra
Antonín von Trippenbach se narodil do početné rodiny pána na Sukově Jana Antonína Petra von Trippenbach a jeho ženy Marie Anny rozené Haugvicové z Biskupic.
Vstoupil do stejného pluku jako jeho bratr Johan von Trippenbach Pěšího pluku „Gideon von Laudon“ č. 29. 

## Šlechtické tituly
- 1746 – rytíř